# 卡斯托拉诺
卡斯托拉诺（義大利語：Castorano），是意大利阿斯科利皮切诺省的一个市镇。总面积14.08平方公里，人口2364人，人口密度167.9人/平方公里（2009年）。ISTAT代码为044013。